# Belvosia barbosai
Belvosia barbosai là một loài ruồi trong họ Tachinidae.